# Gina Hecht
Gina Hecht (Winter Park, 6 dicembre 1953) è un'attrice statunitense.
La sua attività ha riguardato sia il mondo del cinema che quello della televisione: ha recitato, infatti, in numerose serie, nonché in vari film.

## Filmografia parziale

### Cinema
- Night Shift - Turno di notte (Night Shift), regia di Ron Howard (1982)
- St. Elmo's Fire, regia di Joel Schumacher (1985)
- Hyper Sapien: People from Another Star, regia di Peter Hunt (1986)
- Family Prayers, regia di Scott Rosenfeld (1993)
- EdTV, regia di Ron Howard (1999)
- Clockstoppers, regia di Jonathan Frakes (2002)
- Sette anime (Seven Pounds), regia di Gabriele Muccino (2008)
- The Last Word, regia di Geoffrey Haley (2008)

### Televisione
- Hizzoner - serie TV, 7 episodi (1979)
- Mork & Mindy - serie TV (1979-1981)
- Everything's Relative - serie TV (1987)
- HeartBeat - serie TV (1988)
- Baywatch - serie TV,  episodio 1x01 (1989)
- Star Trek: The Next Generation - serie TV, episodio 3x14 (1990)
- Taking Back My Life: The Nancy Ziegenmeyer Story, regia di Harry Winer - film TV (1992)
- Seinfeld - serie TV, 4 episodi (1992-1993)
- Without Warning, regia di Robert Iscove - film TV (1994)
- Friends - serie TV, un episodio (1997)
- Jag Past Tense (2001)
- Pizza My Heart, regia di Andy Wolk - film TV (2001)
- Dexter - serie TV, episodio 1x04 (2006)
- Desperate Housewives - serie TV, episodio 6x08 (2009)
- Glee - serie TV, 4 episodi (2009-2012)
- The Middle - serie TV, episodio 4x11 (2013)
- Bones - serie TV, episodio 8x21 (2013)
- Castle - serie TV, episodio 6x20 (2014)
- General Hospital - serie TV (2015-2019)
- Dave - serie TV (2020-in corso)

## Doppiatrici italiane
Nelle versioni in italiano delle opere in cui ha recitato, Gina Hecht è stata doppiata da:
- Micaela Esdra in Star Trek: The Next Generation
- Emanuela Rossi in CSI - Scena del crimine (ep. 7x24)
- Barbara Castracane in Pizza My Heart
- Antonella Rinaldi in Sette anime
- Anna Rita Pasanisi in Bones
- Tenerezza Fattore in The Middle
- Cinzia De Carolis in Castle
- Michela Alborghetti in NCIS - Unità anticrimine
- Franca D'Amato in Grey's Anatomy
- Laura Boccanera in Desperate Housewives